# Чесаков Артем Васильович
Чесаков Артем Васильович (20 жовтня 1993) — російський стрибун у воду.
Призер Чемпіонату світу з водних видів спорту 2013 року.